# Appetite for Democracy
Appetite for Democracy – piąta trasa koncertowa zespołu muzycznego Guns N’ Roses, w jej trakcie odbyły się sześćdziesiąt cztery koncerty.
1. 31 października 2012 - Las Vegas, Nevada, USA - The Joint
2. 2 listopada 2012 - Las Vegas, Nevada, USA - The Joint
3. 3 listopada 2012 - Las Vegas, Nevada, USA - The Joint
4. 7 listopada 2012 - Las Vegas, Nevada, USA - The Joint
5. 9 listopada 2012 - Las Vegas, Nevada, USA - The Joint
6. 10 listopada 2012 - Las Vegas, Nevada, USA - The Joint
7. 14 listopada 2012 - Las Vegas, Nevada, USA - The Joint
8. 17 listopada 2012 - Las Vegas, Nevada, USA - The Joint
9. 18 listopada 2012 - Las Vegas, Nevada, USA - The Joint
10. 21 listopada 2012 - Las Vegas, Nevada, USA - The Joint
11. 23 listopada 2012 - Las Vegas, Nevada, USA - The Joint
12. 24 listopada 2012 - Las Vegas, Nevada, USA - The Joint
13. 7 grudnia 2012 - Bangalore, Indie - Bhartiya City
14. 9 grudnia 2012 - Mumbaj, Indie - MMRDA Grounds
15. 12 grudnia 2012 - Delhi, Indie - Leisure Valley Gurgaon
16. 16 grudnia 2012 - Dżakarta, Indonezja - Mata Elang International Stadium
17. 18 grudnia 2012 - Tokio, Japonia - Zepp Tokyo
18. 13 lutego 2013 - Los Angeles, Kalifornia, USA - Soho House
19. 9 marca 2013 - Perth, Australia - Perth Arena
20. 12 marca 2013 - Sydney, Australia - Allphones Arena
21. 13 marca 2013 - Newcastle, Australia - Newcastle Entertainment Centre
22. 16 marca 2013 - Melbourne, Australia - Sidney Myer Music Bowl
23. 17 marca 2013 - Melbourne, Australia - Sidney Myer Music Bowl
24. 20 marca 2013 - Brisbane, Australia - Brisbane Entertainment Centre
25. 24 marca 2013 - Sepang, Malezja - Sepang International Circuit
26. 28 marca 2013 - Abu Zabi, Zjednoczone Emiraty Arabskie - Yas Island
27. 30 marca 2013 - Bejrut, Liban - Forum de Beirut
28. 24 maja 2013 - Pryor Creek, Oklahoma, USA - Pryor Creek Festival Grounds
29. 26 maja 2013 - San Antonio, Teksas, USA - AT&T Center
30. 28 maja 2013 - Houston, Teksas, USA - House of Blues
31. 29 maja 2013 - Dallas, Teksas, USA - House of Blues
32. 1 czerwca 2013 - Lubbock, Teksas, USA - Lonestar Pavillion
33. 2 czerwca 2013 - Kansas City, Missouri, USA - The Midland by AMC
34. 5 czerwca 2013 - Buffalo, Nowy Jork, USA - Outer Buffalo Harbor
35. 6 czerwca 2013 - Brooklyn, Nowy Jork, USA - Brooklyn Bowl
36. 8 czerwca 2013 - Nowy Jork, Nowy Jork, USA - Randall's Island
37. 12 lipca 2013 -  Quebec, Kanada - Festival d'ete de Quebec
38. 14 lipca 2013 - Montreal, Kanada - Metropolis
39. 17 lipca 2013 - Toronto, Kanada - Sound Academy
40. 18 marca 2014 - Meksyk, Meksyk - Hell & Heaven Metal Festival
41. 20 marca 2014 - Rio de Janeiro, Brazylia - HSBC Arena
42. 22 marca 2014 - Belo Horizonte, Brazylia - Mineãiro Stadium
43. 25 marca 2014 - Brasíllia, Brazylia - Ginásio Nilson Nelson
44. 28 marca 2014 - São Paulo, Brazylia - Anhembi Convention Center
45. 30 marca 2014 - Curtiba, Brazylia - Vila Capanema Stadium
46. 1 kwietnia 2014 - Florianópolis, Brazylia - Stage Music Park
47. 3 kwietnia 2014 - Porto Alegre, Brazylia - Fiergs Pavillion
48. 6 kwietnia 2014 - Buneos Aires, Argentyna - Ferro Stadium
49. 9 kwietnia 2014 - Asunción, Paragwaj - Jockey Club
50. 12 kwietnia 2014 - La Paz, Boliwia - Estadio Hernando Siles
51. 15 kwietnia 2014 - Recife, Brazylia - Chevrolet Hall
52. 17 kwietnia 2014 - Fortaleza, Brazylia - Centro de Eventos de Fortaleza
53. 23 kwietnia 2014 - Los Angeles, Kalifornia, USA - Club Nokia
54. 13 maja 2014 - Bethlehem, Pensylwania, USA - Sands Bethlehem Events Center
55. 16 maja 2014 - Columbus, Ohio, USA - Columbus Crew Stadium
56. 21 maja 2014 - Las Vegas, Nevada, USA - The Joint
57. 24 maja 2014 - Las Vegas, Nevada, USA - The Joint
58. 25 maja 2014 - Las Vegas, Nevada, USA - The Joint
59. 28 maja 2014 - Las Vegas, Nevada, USA - The Joint
60. 30 maja 2014 - Las Vegas, Nevada, USA - The Joint
61. 31 maja 2014 - Las Vegas, Nevada, USA - The Joint
62. 4 czerwca 2014 - Las Vegas, Nevada, USA - The Joint
63. 6 czerwca 2014 - Las Vegas, Nevada, USA - The Joint
64. 7 czerwca 2014 - Las Vegas, Nevada, USA - The Joint